# Hi-End
Hi-End (від англ. High End) — маркетинговий термін, яким позначають найвищий («елітний») клас таких апаратів, як підсилювачі звуку, програвачі вінілових та компакт-дисків, акустичні системи. На відміну від Hi-Fi, в номенклатурі сучасної радіоелектроніки для поняття «Hi-End» відсутні стандарти що регламентують їх, ДСТУ, або інші характеристики, що здатні кваліфікувати Hi-End тим чи іншим чином. Товари, які виробники приписують до класу Hi-End, зазвичай, мають у своєму складі тільки високоякісні компоненти, використання яких в деяких випадках буває економічно необґрунтовано.